# سیارک ۲۰۳۹۴
سیارک ۲۰۳۹۴ (به انگلیسی: 20394 Fatou، نامگذاری:1998MQ17) بیست هزار و سیصد و نود و چهارمین سیارک کشف شده‌است که در ۲۸ ژوئن ۱۹۹۸ کشف شد.
قدر مطلق سیارک برابر ۱۳٫۸۰ است.